# Église de la Confraternita del Santissimo Sacramento
L'église de la confrérie du Très-Saint-Sacrement (chiesa della Confraternita del Santissimo Sacramento) est une petite église du centre historique de Naples. Elle donne dans la cour de l'église San Domenico Maggiore, tout près de la chapelle Sansevero.

## Histoire et description
Cette église est intégrée dans l'ensemble architectural de San Domenico Maggiore. Elle date de 1628 et elle est typiquement baroque. Elle conserve quelques trésors artistiques, comme le plus important, le tableau du maître-autel de Massimo Stanzione figurant La Vision de Frère Jean d'Altamura. 
Une petite chapelle se trouve juste à côté, celle de la confrérie du Rosaire, qui abrite un tableau de Fabrizio Santafede.